# Технолошки факултет Универзитета у Источном Сарајеву
Технолошки факултет се налази се у саставу Универзитета у Источном Сарајеву, једног од два државна универзитета у Републици Српској.

## Историјат
Технолошки факултет у Зворнику, је основан и почео да ради са првом генерацијом студената академске 1993/1994. године на основу Народне Скупштине Републике Српске о издвајању високошколских установа из Универзитета у Тузли. (Сл. гл. РС бр. 17/92). Тадашњи наставни план студијског програма Хемијско инжењерство и технологија подразумјевао је основне студије у трајању од пет година, при чему је постојао само један – општи смјер, без профилисања у оквиру одговарајућих ужих образовних области. Кадровску основу су чинили професори и сарадници који су до тада били запослени на Технолошком факултету у Тузли. За првог декана Факултета именован је проф. др Немања Поповић.
Од оснивања па све до краја 2006. године Технолошки факултет послује као правно лице, а од 2007. године до данас Факултет је организациона јединица интегрисаног Универзитета у Источном Сарајеву, са јасно дефинисаним простором и осталим условима потребним за лиценцирање и добијање дозвола за рад.
У наведеном периоду, наставни процес је континуирано усавршаван у циљу повећања ефикасности студирања и усвајања најновијих научних сазнања, узимајући у обзир потребе привреде и сличне студијске програме. Од академске 2004/2005. године, наставна дјелатност на Факултету одвија се по наставном плану и програму прилагођеном Европском образовном простору, a који је у складу са концепцијом Болоњске декларације и препорукама Европске федерације за хемијско инжењерство (European Federation of Chemical Engineering, EFCE).
Почетком 2007. године извршено је лиценцирање првог циклуса студијског програма Хемијско инжењерство и технологија, а 2012. године екстерна евалуациона комисија подноси позитиван извјештај Агенцији за акредитацију Републике Српске, тако да је овај студијски програм постао један од пет акредитованих студијских програма на Универзитету у Источном Сарајеву.
Други циклус студија је лиценциран 2009. године а почео је са радом академске 2010/2011. године као први на Универзитету у Источном Сарајеву. Лиценцирање трећег циклуса студија на студијском програму Управљање прехрамбеним ланцем је завршено 2014. године а на студијском програму Хемијско инжењерство и технологија 2015. године, при чему је извршен упис првих студената докторских студија.
Факултет је добитник посебног признања Привредне коморе Републике Српске као најуспешнија високошколска институција на пољу сарадње са привредом у 2012. години, а од Министарства науке и технологије као најбоља научно-истраживачка институција у Републици Српској у 2013. години.
Технолошки факултет успјешно организује међународни конгрес „Инжењерство, екологија и материјали у процесној индустрији“ који се одржава сваке двије године, а предавачи су угледни истраживачи и научници из земље и свијета.
Технолошки факултет издаје категорисани научни часопис Journal of Engineering & Processing Management у ком се објављују радови аутора из земље и иностранства.

## Студије
На Технолошком факултету у Зворнику студије се изводе у три студијска циклуса.
Студије првог циклуса
Настава на првом циклусу студија се изводи у оквиру два студијска програма – СП Хемијско инжењерство и технологија и СП Биологија, у трајању од 4 године или 8 семестара (240 ЕЦТС). На студијском програму Хемијско инжењерство и технологија прве двије године се изводе по заједничком наставном плану, док се након завршене друге године студенти опредјељују за један од четири модула:
- Хемијско процесно инжењерство и технологија
- Инжењерство заштите животне средине
- Прехрамбена технологија
- Заштита на раду и заштита од пожара

Студије другог циклуса
Настава на другом циклусу студија се такође изводи у оквиру два студијска програма СП Хемијско инжењерство и технологија  и СП Еколошки мониторинг слатких вода, у трајању од 1 године или 2 семестара (60 ЕЦТС). Студијски модули на СП Хемијско инжењерство и технологија су:
- Хемијско процесно инжењерство и технологија
- Прехрамбена технологија
- Инжењерство заштите животне средине
- Заштита на раду и заштита од пожара

Студије трећег циклуса
Настава на другом циклусу студија се изводи у оквиру два студијска програма СП Хемијско инжењерство и технологија  и СП Управљање прехрамбеним ланцем, у трајању од 3 године или 6 семестара (180 ЕЦТС).

## Руководство
Декани Технолошког факултета од 1993. до данас
Проф. др Немања Поповић
1993-1998, 2003-2005
Проф. др Јован Сејменовић
1998-2001
Проф. др Милован Јотановић
2005-2012
Проф. др Миладин Глигорић
2012-2020
Проф. др Драган Вујадиновић
2020-...
Продекани за наставу Технолошког факултета
Проф. др Радмила Савић, 1995-2002
Проф.др Миладин Глигорић, 2004
Проф. др Митар Перушић,  2005
Проф. др Горан Тадић, 2007-2016
Проф.др Драган Вујадиновић, 2016-2019
Проф. др Славко Смиљанић, 2019-...
Продекан за финасије
Проф. др Јован Ђуковић, 2001-2005
Продекани за научно-истраживачку дјелатност и предузетништво:
Проф. др Милорад Томић, 2007-2016
Проф. др Александар Дошић, 2016-2019
Проф. др Светлана Пелемиш, 2019-…

## Катедре
- Катедра за процесно инжењерство
- Катедра за хемијску технологију
- Катедра за хемију
- Катедра за физичку хемију и електрохемијско инжењерство
- Катедра за прехрамбену технологију

## Ресурси
У саставу Факултета налази се 14 лабораторија:
1. Лабораторија – Биохемија и Органска хемија,
2. Лабораторија – Општа и Неорганска хемија,
3. Лабораторија – Аналитичка и Физичка хемија ,
4. Лабораторија – Хемијско-процесно инжењерство,
5. Лабораторија – Биологија и Микробиологија,
6. Лабораторија – Неорганска и Органска хемијска технологија,
7. Лабораторија – Заштита животне средине – Отпадне воде,
8. Лабораторија – Електрохемијско инжењерство,
9. Лабораторија – Аналитичка испитивања,
10. Лабораторија – Реолошка испитивања,
11. Лабораторија – Инструментална испитивања.
12. Полуиндустријско постројење – Прерада меса,
13. Полуиндустријско постројење – Топлотна обрада хране,
14. Полуиндустријско постројење – Прерада жита и брашна.

## Библиотека
Технолошки факулет, посједује библиотеку са значајним фондом стручне литературе, из подручја хемијског инжењерства, хемије, термодинамике, физике, математике. Библиотека посједује дипломске радове, магистарске тезе и докторске дисертације из свих области технологија. Библиотека Факултета је библиотека отвореног типа и могу је користити сва заинтересована лица.